# قانون اشمید
قانون اشمید(Schmid's law)رابطهٔ بین تنش تک محوری({\displaystyle \sigma \,}) اعمال شده بر استوانه ای از یک تک بلور فلز خالص و مؤلفه تنش برشی بحرانی({\displaystyle \tau _{CRSS}\,}) ایجاد شده در یک سیستم لغزش در استوانه را مورد تجزیه و تحلیل قرار داد.
قبل از بیان قانون اشمید بهتر است چند مفهوم را مورد بررسی قرار دهیم:

### مولفه تنش بحرانی در تک بلور فلزی
تنش لازم برای ایجاد لغزش در تک بلور یک فلز خالص، به‌طور کلی به ساختمان بلوری فلز، مشخصات پیونداتمی آن، دمای تغییر شکل، و جهت آرایش صفحات لغزش فعال نسبت به تنشهای برشی اعمال شده، بستگی دارد. لغزش در یک بلور، موقعی آغاز می‌شود که تنش برشی در صفحات لغزش به تراز موسوم به مؤلفه تنش برشی بحرانی({\displaystyle \tau _{CRSS}\,})برسد. به‌طور کلی این مقدار تنش، برابر تنش تسلیم یک تک بلور است و هم ارز با تنش تسلیم یک فلز یا آلیاژ چند بلوری است که توسط یک آزمایش کشش تنش -کرنش تعیین می‌شود.

### تغییر شکل مومسان در تک بلورهای فلزی
وقتی که یک تک بلور فلزی با تحت اعمال تنش کششی بالاتر از حد کشسان آن قرار می‌گیرد دچار تغییر شکل مومسان(plastic deformatin)می‌شود. آزمون بلور روی بعد از تغییر شکل، نشان می‌دهد که علائم پله ای بر روی سطح ان ظاهر می‌شود، که این علائم به نوارهای لغزش معروف هستند.
نوارهای لغزش توسط لغزش یا تغییر شکل برشی اتمهای فلز در صفحات بلوری ویژه ای موسوم به صفحات لغزش ایجاد می‌شوند.

### سیستم‌های لغزش
نا بهجایی‌ها باعث ایجاد جابجایی‌های اتمی در صفحات لغزش بلوری ویژه و در جهات لغزش بلوری خاص می‌گردند. صفحات لغزش معمولاً صفحات با بالاترین تراکم اتمی هستند که در عین حالدبا فاصله زیادی از همدیگر جدا شده باشند.
لغزش در صفحات متراکم به صورت مطلوب تری صورت می‌گیرد؛ زیرا تنش برشی مورد نیاز برای جابجایی اتم‌ها در صفحات با تراکم اتمی پایین، کمتر است. اما اگر لغزش در صفحات متراکم، ناشی از مثلاً تنشهای موضعی بالا، شده باشد، در این صورت صفحات با تراکم اتمی کمتر نیز می‌تواند فعال شوند. لغزش در جهات متراکم نیز به‌طور مطلوبتری صورت میگ گیرد، زیرا اگر اتمها به همدیگر نزدیکتر باشند در این صورت انرژی کمتری برای حرکت دادن آنها از یک موقعیت به موقعیت دیگر مورد نیاز است.
ترکیبی از یک صفحه لغزش و یک جهت لغزش به یک سیستم لغزش معروف است. در ساختمان‌های فلزی، لغزش در تعدادی از سیستم‌های لغزش رخ می‌دهد که این سیستم‌ها جزو ویژگی‌های هر ساختمان بلوری هستند.

## تنش برشی تصویر شده روی صفحات لغزش (Resolved Shear Stress)
فرض می‌کنیم یک تنش کششی تک محوری({\displaystyle \sigma \,}) بر یک تک بلور استوانه ای اعمال می‌شود. اگر{\displaystyle A_{n}} مساحت سطح عمود بر نیروی محوری {\displaystyle F_{n}}و{\displaystyle A_{\text{inclined}}} مساحت صفحهٔ لغزش یا مساحت سطح تحت برش باشد که مؤلفهٔ نیروی برشی {\displaystyle F_{R}}بر آن اعمال می‌شود در این صورت می‌توانیم آرایش صفحه لغزش و جهت لغزش را توسط {\displaystyle \phi \,}و{\displaystyle \theta \,} تعریف کنیم.
{\displaystyle \theta \,}زاویه بین نیروی تک محوری {\displaystyle F_{n}}و بردار نرمال صفحه لغزش{\displaystyle A_{\text{inclined}}} و {\displaystyle \phi \,}زاویه بین نیروی محوری{\displaystyle F_{n}} و جهت لغزش {\displaystyle F_{R}} است.

برای حرکت نابه جایی‌ها در سیستم لغزش بایستی یک مؤلفهٔ تنش برشی کافی در جهت لغزش {\displaystyle F_{R}}(توسط نیروی محوری اعمال شده بر تک بلور استوانه ای) ایجاد گردد. مؤلفه تنش برشی ({\displaystyle \tau _{R}})ایجاد شده توسط نیروی محوری برابر است با:

```
                                                                                 

  

    

      

        

          
τ

          

            
R

          

        

        
=

        

          

            

              
F

              

                
R

              

            

            

              
A

              

                
inclined

              

            

          

        

      

    

    
{\displaystyle \tau _{R}={\frac {F_{R}}{A_{\text{inclined}}}}}

  

```

مولفه نیروی برشی {\displaystyle F_{R}}به صورت {\displaystyle F_{R}=F_{n}\cos \phi \ }به نیروی محوری {\displaystyle F_{n}}مرتبط می‌شود ومساحت صفحهٔ لغزش{\displaystyle A_{\text{inclined}}}(یامساحت سطح تحت برش) برابر است با{\displaystyle A_{\text{inclined}}={\frac {A_{n}}{\cos \theta \ }}}  و با تقسیم کردن نیروی برشی بر سطح برش خواهیم داشت:

```
                                                       

  

    

      

        

          
τ

          

            
R

          

        

        
=

        

          

            

              

                
F

                

                  
n

                

              

              
cos

              
⁡

              
ϕ

              
 

            

            

              
cos

              
⁡

              
θ

              
 

            

          

        

        
=

        

          

            

              
F

              

                
n

              

            

            

              
A

              

                
n

              

            

          

        

        
cos

        
⁡

        
θ

        
 

        
cos

        
⁡

        
ϕ

        
 

        
=

        
σ

        
 

        
cos

        
⁡

        
θ

        
 

        
cos

        
⁡

        
ϕ

        
 

      

    

    
{\displaystyle \tau _{R}={\frac {F_{n}\cos \phi \ }{\cos \theta \ }}={\frac {F_{n}}{A_{n}}}\cos \theta \ \cos \phi \ =\sigma \ \cos \theta \ \cos \phi \ }

  

```

که عبارت {\displaystyle \cos \theta \ \cos \phi \ } را فاکتور جهت گیری اشمید(Schmid factor)گویند و همچنین کمترین مقدار ان ۰ و بیشترین مقدار ان ۰٫۵ است و ان را با Mنماش می‌دهند.

پس ساختار بلوری که تحت تنش نرمال قرار می‌گیرد با توجه به زوایای مختلفی که سیستم لغزش (یا صفحهٔ لغزش) باجهت اعمال نیرو دارد صفحات لغزش تنش‌های برشی ({\displaystyle F_{R}})مفاوتی را تحمل می‌کند که اگر این تنش برشی تصویر شده برابر با تنش برشی بحرانی باشدصفحات شروع به لغزیندن می‌کنند در نتیجه مقدار تنش بحرانی برابر است با:

```
                                                                    

  

    

      

        

          
τ

          

            
C

            
R

            
S

            
S

          

        

        
=

        

          
σ

          

            
Y

          

        

        
 

        
cos

        
⁡

        
θ

        
 

        
cos

        
⁡

        
ϕ

        
 

        
=

        

          
σ

          

            
Y

          

        

        
 

        
M

      

    

    
{\displaystyle \tau _{CRSS}=\sigma _{Y}\ \cos \theta \ \cos \phi \ =\sigma _{Y}\ M}

  

```

که این قانون به قانون اشمید معروف است.

در یک ساختار بلوری تعداد بسیاری سیستم لغزش دردسترس وجود دارد. وقتی که تنش نرمال({\displaystyle \sigma \,})اعمال شده به بلور افزایش می‌یابد تنش برشی تصویر شده({\displaystyle \tau _{R}})روی هر سیستم لغزش نیز افزایش می‌یابد تا تنش برشی تصویر شده روی سیستم لغزش به بیشترین مقدار خود برسد که در این صورت فاکتور جهت گیری اشمید(Schmid factor) به ازای{\displaystyle \phi =45\ ,}و{\displaystyle \theta =45\ ,} برابر با{\displaystyle \cos \theta \ \cos \phi \ =0.5} می‌شود و سیستم لغزش با کمترین مقدار تنش بحرانی ({\displaystyle \tau _{CRSS},})شروع به لغزیدن می‌کند همچنین داریم:

```
                                                                  

  

    

      

        
(

        
cos

        
⁡

        
θ

        
 

        
cos

        
⁡

        
ϕ

        
 

        

          
)

          

            
m

            
a

            
x

          

        

        

          
σ

          

            
Y

          

        

        
 

        
=

        

          
τ

          

            
C

            
R

            
S

            
S

          

        

      

    

    
{\displaystyle (\cos \theta \ \cos \phi \ )_{max}\sigma _{Y}\ =\tau _{CRSS}}

  

                                                                          

  

    

      

        
0.5

        

          
σ

          

            
Y

          

        

        
 

        
=

        

          
τ

          

            
C

            
R

            
S

            
S

          

        

      

    

    
{\displaystyle 0.5\sigma _{Y}\ =\tau _{CRSS}}

  

                                                                            

  

    

      

        

          
σ

          

            
Y

          

        

        
 

        
=

        
2

        

          
τ

          

            
C

            
R

            
S

            
S

          

        

      

    

    
{\displaystyle \sigma _{Y}\ =2\tau _{CRSS}}

  

```